# جاي مايكل سكوت
جاي مايكل سكوت (بالإنجليزية: J. Michael Scott)‏ هو عالم طيور وعالم أحياء وعالم بيئة وعالم حيوانات أمريكي، ولد في 21 سبتمبر 1941.